# Pédagogie différenciée
Pour l'ouvrage de Sabine Kahn, voir Pédagogie différenciée (Kahn).

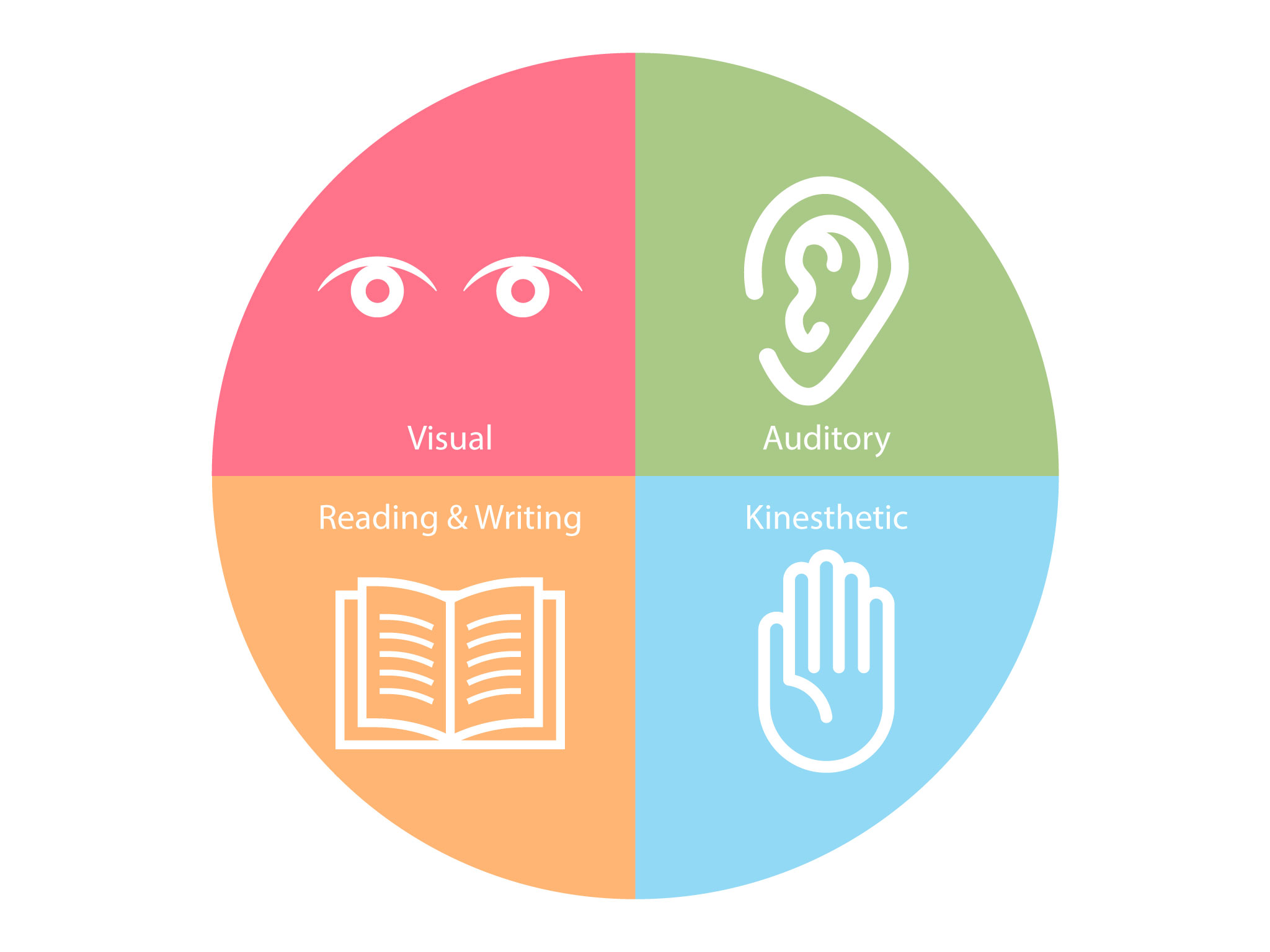
Apprentissage multiple

La pédagogie différenciée ou différenciation pédagogique est une philosophie et une pratique pédagogique qui consiste à emprunter un éventail de voies différentes pour comprendre les élèves afin d'adapter la méthodologie à leur situation individuelle et/ou collective. Pour cela, l'enseignant recueille un maximum d'informations sur la manière dont les étudiants acquièrent le contenu, le traitent ; construisent et donnent du sens aux idées. Suivant ce qu'il observe, il développe une didactique spécifique, du matériel pédagogique en cohérence avec celle-ci ainsi que des mesures d'évaluation adaptés afin que tous les élèves d'une classe puissent apprendre efficacement, quelles que soient leurs différences d'aptitudes et leurs besoins.
Pour Algozzine et Anderson, la différenciation découle de croyances concernant les différences entre les apprenants, la manière dont ils apprennent, les préférences d'apprentissage et les intérêts individuels. Par conséquent, la différenciation est un moyen organisé, mais souple, d'ajuster de manière proactive les méthodes d'enseignement et d'apprentissage afin de répondre aux besoins et aux préférences de chaque enfant en matière d'apprentissage et de lui permettre de s'épanouir au maximum.
Selon Carol Ann Tomlinson, l'enseignement différencié consiste à « s'assurer que ce qu'un élève apprend, la manière dont il l'apprend et la manière dont il démontre ce qu'il a appris correspondent à son niveau de préparation, à ses intérêts et à son mode d'apprentissage préféré ».
Boelens élargit la différenciation de son sens strictement pédagogique en intégrant l'aspect sociologique de l'élève. Cette prise en compte s'effectue au niveau de l'administration scolaire qui est attentive au statut socio-économique du jeune, de son ethnie ou encore de son sexe.

## La différenciation: une nécessité
L'enseignement dans des classes d'âge plus grandes n'offre que peu de possibilités de tenir compte des capacités et des intérêts individuels qui se développent au sein des matières. L'objectif de la différenciation est pourtant d'optimiser les processus d'apprentissage. Elle a pour but de prendre en compte l'individualité de chaque élève, de répondre aux conditions d'apprentissage, aux capacités et aux intérêts très différents. Il s'agit de prendre en compte les conditions favorables et défavorables. En outre, la répartition dans des groupes de soutien permet également de promouvoir les compétences exigées par les programmes scolaires et de réduire les déficits d'apprentissage. Un enseignement uniforme qui s'oriente vers la moyenne des élèves comporte le risque de frustration, de fatigue d'apprentissage ou de lacunes dans les connaissances.
Mais la différenciation a également un aspect factuel du côté de l'objet d'apprentissage : le monde moderne et globalisé pose des exigences plus élevées à l'apprentissage et aux élèves. En effet, les questions factuelles sont devenues plus compliquées. De ce fait, les problèmes doivent être abordés sous différents angles. L'enseignement doit tenir compte de cette réalité. L'exigence de différenciation se justifie ainsi d'une part par la diversité des aspects de l'objet d'apprentissage, d'autre part par les conditions d'apprentissage très différentes de chaque élève : il en résulte, d'un point de vue didactique, que d'une part, l'objet d'apprentissage doit être élaboré méthodiquement dans la diversité de ses aspects et que, d'autre part, l'élève doit avoir la possibilité d'y accéder de la manière la plus adaptée à sa personnalité en tenant compte de ses approches et capacités d'apprentissage spécifiques.La différenciation signifie donc une perspective multiple du côté de l'objet d'apprentissage et un apprentissage multidimensionnel du côté de l'élève,.
Selon Burns: tous les apprenants sont différents face au système scolaire. En effet, il n’y a pas deux apprenants qui progressent à la même vitesse, deux apprenants qui utilisent les mêmes techniques d’étude, deux apprenants qui résolvent les problèmes exactement de la même manière, deux apprenants qui possèdent le même profil d’intérêt, comme il n’y a pas deux apprenants qui soient motivés pour atteindre les mêmes buts.
L’hétérogénéité des élèves peut porter sur différents plans :
1. Cognitif : il existe chez les élèves une grande hétérogénéité dans le degré d’acquisition des connaissances exigées et dans la richesse de leurs processus mentaux. Par exemple, tous les élèves n’ont pas les mêmes capacités. Certains pourront donc développer des difficultés dans certaines disciplines, d'autres n’ont pas tous les mêmes stratégies d’apprentissage. Enfin, certains enfants ne seront pas motivés pour les mêmes raisons. Certains le seront grâce aux sens donnés aux connaissances, et d’autre part l’environnement tel que l’enseignant, etc.
2. Socioculturel : les élèves ont des valeurs, des croyances, des codes de langages et des types de socialisation différents. Par exemple, certains n’auront pas évolué dans un milieu culturel en adéquation avec les demandes de l’école. Leur culture pourra être en désaccord avec celle qui est diffusée à l’école, etc.
3. Psychologique et affectif : l’histoire ainsi que la personnalité de chaque apprenant influent sur sa motivation, sa volonté, sa curiosité, ses rythmes, sa relation avec le professeur et sa relation avec les autres élèves. Les enfants n’auront également pas les mêmes expériences, à l’extérieur de la classe. Les enfants ne sont pas du même sexe, or un garçon et une fille ne se comporteront pas forcément de la même manière. Enfin, les habitudes éducatives auront un impact sur le comportement en classe, etc.

## Notions de pédagogie différenciée, différenciatrice et indifférenciée

### La pédagogie différenciée
Se voulant volontaire et consciente, elle répond à aux différences qui existent entre les individus. Elle a été conceptualisée en 1970 et reprise par des pédagogues tels que Meirieu, Astolfi, Zakhartchouk, et Przesmycki. En 1990, cette pédagogie était censée être utilisée par tous les enseignants, mais des enquêtes ont montré que cette pédagogie était pratiquée de manière très hétérogène.
Selon Halina Przesmycki, la pédagogie différenciée « met en œuvre un cadre souple où les apprentissages sont suffisamment explicités et diversifiés pour que les élèves apprennent selon leurs propres itinéraires d’appropriation tout en restant dans une démarche collective d'enseignement des savoirs et savoir-faire communs exigés. » 
Pour Benjamin Bloom, la pédagogie différenciée est synonyme de conditions appropriées, d’un suivi personnalisé, de régulations, d’informations données régulièrement à l’élève sur son avancée et d’une gestion rationnelle du temps. Ces conditions devront lui permettre d’atteindre les mêmes objectifs qu’un élève sans difficultés qui n’aurait pas suivi cette pédagogie différenciée. Bloom insiste sur le fait que la pédagogie différenciée prend en compte les conditions personnelles de chaque apprenant, soit son histoire, sa propre motivation, et ses connaissances de départ. L’enseignant devra alors expliquer à l’élève les objectifs qu’il devra atteindre. Avant de commencer, il devra évaluer le niveau de départ de l’élève, afin de s’adapter à son niveau. Enfin, l’enseignant sera en charge d’instaurer des évaluations formatives, puis des moments de remédiations si des connaissances ne sont pas acquises.
Philippe Meirieu fait deux distinctions : différenciation/individualisation et groupes de besoin/groupes de niveaux. Pour lui, même si la différenciation  est un moyen de s'adapter aux spécificités de chaque élève, la classe reste néanmoins un groupe au sein duquel chaque élève évolue. Ainsi l'enseignement n'est pas individualisé. La pédagogie différenciée permet alors de mettre en place des groupes de besoin. Ces groupes, contrairement aux groupes de niveaux, sont malléables et ponctuels. En d'autres termes, les groupes de besoin sont constitués en fonction des besoins des élèves à un moment donné sur un problème donné. Ils ne constituent en aucun cas des groupes à pérenniser dans l'année.

### La pédagogie différenciatrice
Elle engendre volontairement, ou non des différences. Elle est apparue dans la littérature dans les années 1970. Différents auteurs en ont parlé tels que Condorcet, qui avait anticipé une école qui n'existait pas encore. Bourdieu a pu également présenter l'école comme un lieu qui protège les privilèges des individus. L'établissement a alors un impact sur les performances scolaires et la carrière future de l'élève. Il est choisi pour sa distance, qui doit être prês de l’habitation, la disponibilité des enseignants pour qu’ils puissent aider les enfants, car les parents n’ont pas le temps et enfin le milieu social de l’établissement qui a aussi une importance pour la famille. Cette pédagogie utilise l'école comme une deuxième famille pour les enfants.

### La pédagogie indifférenciée
Emergente à la fin du XVe siècle, elle consiste à transmettre des connaissances de génération en génération, ayant des pratiques et des savoirs différents. Par exemple, un agriculteur qui transmet à la génération future ses connaissances qu'il a pu acquérir au fil de son expérience. La pédagogie indifférenciée, censée ne pas prendre en compte les différences entre les individus, est finalement dite profondément différenciatrice.

## Caractérisation de la différenciation pédagogique

### Types de différenciation

#### La différenciation successive
La différenciation successive se fait sans perturber le déroulement normal de la classe et est introduite majoritairement lors des leçons de classe collectives. Les critères de réussite sont les mêmes pour l'ensemble des élèves mais les manières de travailler, d'arriver à la validation de cette compétence sont très variées.

#### La différenciation simultanée
La différenciation simultanée est un processus d'apprentissage où les objectifs et les contenus sont différents selon les élèves alors que la période de réalisation est la même pour l'ensemble de la classe.
Aussi, la pédagogie différenciée est constituée de différents niveaux de différenciation. Par exemple, il existe la diversification du cursus, des filières, entre les classes d’une même filière à l’échelle d’un établissement ou d’une même classe et enfin au sein de la classe avec des activités qui diffèrent. Les individus étant différents, il est nécessaire de caractériser ce qui les rend différents :
- La caractérisation courante qui est fluctuante et incertaine
- La caractérisation scolaire qui n'a pas le même degré d’incertitudes
- La caractérisation des performances et de comportements
- La caractérisation quantitative qui permet de créer un manque (connaissance, travail, motivation, efforts, attention, méthode, intelligence). Elle montre une réussite moins importante dans les milieux défavorisés, où il y a un manque de culture, et c’est donc un handicap socio-culturel.
- L'utilisation des performances dont les réponses pourront être la pédagogie différenciée permettant la diminution de l’échec scolaire ou encore la pédagogie de projet, permettant une éducation nouvelle.

### Objectifs
Grâce à la différenciation, les élèves ont la possibilité de s'exercer dans différentes offres et de faire valoir leurs points forts. Ils apprennent à connaître leurs faiblesses et essaient de les améliorer. Pour ce faire, ils reçoivent régulièrement des informations sur leurs compétences (de la part de l'enseignant et des autres élèves). Ils ont également la possibilité de donner eux-mêmes un feed-back sur leur apprentissage.
L'apprentissage est considéré comme un processus individuel et autodirigé qui nécessite un soutien systématique, des instructions, des encouragements, un accompagnement, une réflexion, une évaluation et, surtout, des dispositifs d'apprentissage exigeants et axés sur les problèmes.
- La différenciation vise fondamentalement à renforcer les apprenants et leurs potentiels.
- La différenciation se caractérise par l'encouragement, l'empathie et le soutien.
- La différenciation est un élément central de l'enseignement. Elle vise à encourager les compétences d'apprentissage et le développement de l'apprentissage dans la discipline.
- La différenciation exige le développement de concepts de soutien qui commencent, si possible, dans le domaine de l'éducation élémentaire et qui sont repris et mis à jour dans les écoles primaires et secondaires.
- La différenciation vise des mesures et des projets concrets et suit leurs effets.

Au niveau scolaire, la différenciation s'articule autour du contenu, du processus d'apprentissage, du produit et des effets dans un cycle systémique qui vise à adapter au mieux la pédagogies aux élèves.

### Contenu
Les enseignants adaptent ce qu'ils enseignent pour répondre aux besoins des élèves. Il peut s'agir de rendre le contenu plus difficile ou de le simplifier pour les élèves en fonction de leur niveau.

### Processus d'apprentissage
Le processus d'apprentissage peut également être différencié. Les enseignants peuvent choisir d'enseigner individuellement à la fois, de confier les problèmes à des petits groupes, à des partenaires ou à l'ensemble du groupe, en fonction des besoins des élèves.

### Produit
En différenciant le produit, les enseignants décident de la manière dont les élèves présenteront ce qu'ils ont appris. Cela peut prendre la forme de vidéos, d'organisateurs graphiques, de présentations de photos, d'écrits et de présentations orales. Toutes ces activités se déroulent dans un environnement de classe sûr où les élèves se sentent respectés et valorisés.

### Effets
L'enseignant observe le feedback de sa pratique pédagogique différenciée et l'adapte en fonction des résultats produits des élèves pour construire un contenu qui peut être neuf.

## Notion de classe différenciée
Les classes différenciées ont également été décrites comme des classes qui répondent à la diversité des niveaux de préparation, des intérêts et des profils d'apprentissage des élèves. Il s'agit d'une classe qui inclut tous les élèves et leur permet de réussir. Pour ce faire et en fonction de l'apprenant, l'enseignant définit des attentes différentes pour l'accomplissement des tâches par les élèves, en fonction de leurs besoins individuels par : 
- le contenu transmis
- le processus d'apprentissage
- le produit de l'apprentissage
- l'environnement de l'apprentissage[14]

## Spécifité de l'apprentissage d'une langue
Lorsque la langue est le facteur de différenciation, Echevarria, partisan du Sheltered Instruction Observation Protocol (SIOP), propose de soutenir et guider les enseignants de manière appuyée pour les aider différencier l'enseignement aux apprenants d'anglais langue seconde (ELL) qui ont un éventail de niveaux de capacité d'apprentissage - débutant, intermédiaire et avancé. Dans ce cas, l'enseignement différencié signifie l'adaptation d'une toute nouvelle stratégie d'enseignement qu'un enseignant d'une classe typique de locuteurs natifs de l'anglais n'aurait pas besoin d'utiliser.

## Méthodologie de la pédagogie différenciée
Elle se compose de plusieurs étapes : les évaluations, la tramission du contenu, le processus d'apprentissage, son produit et son environnement.
La mise en place d'une situation de pédagogie différenciée débute par une contextualisation et une évaluation diagnostique. Il s'agit donc d'évaluer les composantes et les relations de la situation pédagogique. Cette première étape passe par un questionnement sur les différents acteurs (élèves, pédagogues...), les objets d'apprentissage (support d'apprentissage) et l'environnement (lieu d'apprentissage).
Vient ensuite l'élaboration d'une situation en vue de l'objectif final. En d'autres termes, il s'agit d'établir les limites de la situation désirée (quels éléments les élèves doivent maîtriser pour répondre à la situation pédagogique demandée).
Dans un troisième temps, la mise en place d'un plan d'action permet à l'enseignant de définir des modifications et de concevoir la mise en place de sa situation pédagogique.
En quatrième partie, l'action est définie par la mise en place du plan d'action (passant ainsi de la situation actuelle à la situation désirée). Dans une cinquième et dernière étape, l'évaluation de l'action permet d'observer si les critères de réussite ont été validés. Si cette analyse semble prendre une tournure négative, il s'agira, pour le pédagogue, de réfléchir à un nouveau cycle d'apprentissage par pédagogie différenciée.

### Évaluations
Avant de transmettre quelque contenu, une partie importante de l'enseignement et de l'évaluation différenciés consiste à déterminer ce que les élèves savent déjà afin de ne pas reprendre des matières que les élèves maîtrisent ou d'utiliser des méthodes qui seraient inefficaces pour les élèves.

#### Pré-évaluation
L'objectif de l'évaluation préalable est de déterminer les connaissances, la compréhension et les compétences de l'élève avant l'unité d'étude.
Il s'agit d'évaluations pour l'apprentissage qui comprennent des diagnostics ou des pré-évaluations que l'enseignant utilise pour guider l'enseignement et profiter à chaque apprenant. Elles sont informelles et fournissent un retour d'information qualitatif aux enseignants et aux élèves pour aborder les points forts et les besoins au cours de l'unité. Les pré-évaluations doivent être réalisées plusieurs semaines avant l'unité d'étude et ne doivent pas être notées.
Chapman et King notent que lorsque "les enseignants procèdent à des pré-évaluations stratégiques avant de planifier leurs cours, ils peuvent tenir compte des points forts et des besoins des élèves pendant l'enseignement"en identifiant, premièrement, les préférences et les intérêts en matière d'apprentissage (par exemple, le test d'intelligence multiple d'Howard Gardner, ou l'apprenant visuel, auditif ou kinesthésique) et, ensuite, en identifiant les connaissances des élèves (par exemple, les listes de contrôle, les quiz, les discussions en classe, les portfolios, les cartes d'entrée/sortie, les guides d'anticipation, les journaux, les auto-réflexions). Ces deux types d'évaluation préalable sont utilisés pour concevoir les tâches des élèves, en particulier lorsqu'un élève peut avoir besoin d'un soutien, d'un enrichissement ou avoir des styles d'apprentissage, une intelligence ou des intérêts différents. Les enseignants peuvent également déterminer, localiser et compiler les ressources appropriées et décider des calendriers/priorités pour les unités à venir.
L'objectif de l'enseignement différencié est de développer des tâches attrayantes qui stimulent et améliorent l'apprentissage de chaque élève. Les activités pédagogiques sont flexibles, basées et évaluées sur le contenu, le processus, le produit et l'environnement d'apprentissage. Cette approche pédagogique et le choix du contenu sont guidés par les données issues des résultats d'évaluation des élèves et par les résultats d'autres outils de dépistage. Dans cette perspective, les pré-évaluations permettent de recueillir des informations sur les points forts, les atouts ou les faiblesses de chaque élève. Cela permet une différenciation appropriée qui répond aux besoins d'apprentissage et aux préférences de chaque élève. Les évaluations doivent être utilisées comme un outil pour créer un enseignement clair et significatif qui guide chaque élève vers des activités stimulantes mais non frustrantes.

#### Évaluation continue
L'évaluation est le processus de collecte d'informations à partir de diverses sources telles que les devoirs, les observations de l'enseignant, les discussions en classe, les tests et les interrogations. Les enseignants doivent procéder à des évaluations régulières afin d'éclairer les stratégies d'enseignement, de connaître le niveau de préparation, les intérêts et les préférences d'apprentissage de chaque élève et d'améliorer l'apprentissage de l'élève. Ces informations peuvent être recueillies au moyen d'évaluations diagnostiques (pré-évaluations), formatives et sommatives, ainsi que de plans d'enseignement individualisés, de dossiers scolaires, de sondages sur les intérêts des élèves et d'inventaires d'intelligence multiple ou de styles d'apprentissage.
L'évaluation de l'apprentissage comprend non seulement des mesures de diagnostic ou de pré-évaluation, mais aussi une évaluation formative. Les évaluations formatives sont utilisées au cours d'une unité pour comprendre ce que l'élève apprend et guider continuellement les décisions pédagogiques. L'évaluation en tant qu'apprentissage a lieu lorsque les élèves auto-évaluent leur travail et réfléchissent à leur évolution en tant qu'apprenants. Selon Earl, il s'agit du processus de métacognition, qui "se produit lorsque les élèves surveillent personnellement ce qu'ils apprennent et utilisent le retour d'information pour faire des ajustements, des adaptations et des changements dans ce qu'ils comprennent". La différenciation peut être utilisée lors de l'application, de la démonstration, de l'approfondissement des connaissances ou de la mise en pratique de compétences et d'attitudes afin de contrôler la réalisation des objectifs. Il peut s'agir d'évaluations par les pairs ou d'auto-évaluations, ainsi que de conférences entre pairs et enseignants. L'évaluation de l'apprentissage est la tâche culminante ou l'évaluation sommative, qui a lieu une fois que l'apprentissage a eu lieu et que les élèves peuvent montrer les concepts et/ou les compétences qu'ils ont appris. La différenciation peut également être utilisée ici à travers différentes stratégies telles que les tests, les projets, les démonstrations, les performances écrites, et plus encore.
Toutes ces évaluations continues aident l'enseignant à connaître les élèves et leurs besoins afin qu'il puisse choisir des stratégies d'enseignement et d'apprentissage efficaces et des interventions qui maximisent les résultats des élèves. L'examen cohérent du programme et le diagnostic des réponses de l'ensemble de la classe et de chaque élève permettent non seulement aux enseignants, mais aussi aux élèves et aux parents, de bénéficier d'un retour d'information continu pour améliorer l'enseignement et l'apprentissage. Les enseignants utilisent les évaluations continues pour recueillir des informations sur les connaissances et les capacités d'un élève, pour orienter la planification future, pour suivre les progrès de l'élève et pour évaluer ses résultats. Les élèves et les parents peuvent également utiliser ces évaluations pour réfléchir et comprendre leurs propres préférences en matière d'apprentissage et leur niveau de réussite.

### Contenu

#### Généralités
Le contenu des cours peut être différencié en fonction de ce que les élèves savent déjà. Le contenu le plus élémentaire d'une leçon doit couvrir les normes d'apprentissage établies par le district ou l'État. Certains élèves d'une classe peuvent ne pas connaître du tous les concepts d'une leçon, d'autres peuvent avoir une maîtrise partielle du contenu - ou afficher des idées erronées sur le contenu, et d'autres encore peuvent montrer qu'ils maîtrisent le contenu avant le début de la leçon. L'enseignant peut différencier le contenu en concevant des activités pour des groupes d'élèves qui couvrent différents domaines de la taxonomie de Bloom. Par exemple, les élèves qui ne sont pas familiarisés avec les concepts peuvent être invités à accomplir des tâches relevant des niveaux inférieurs de la taxonomie de Bloom : connaissance, compréhension et application. Les élèves ayant une maîtrise partielle peuvent être invités à accomplir des tâches dans les domaines de l'application, de l'analyse et de l'évaluation, et les élèves ayant un haut niveau de maîtrise peuvent être invités à accomplir des tâches dans les domaines de l'évaluation et de la synthèse.
Selon Anderson lorsque les enseignants différencient les contenus, ils peuvent adapter ce qu'ils veulent que les élèves apprennent ou la manière dont les élèves accèdent aux connaissances, à la compréhension et aux compétences. Dans ce cas, les enseignants ne modifient pas les objectifs des élèves et n'abaissent pas les normes de performance pour les élèves. Ils utilisent différents textes, romans ou nouvelles à un niveau de lecture adapté à chaque élève. Un autre exemple serait l'utilisation de supports visuels, de cartes ou d'organisateurs graphiques pour introduire ou renforcer des concepts, plutôt que de fournir uniquement des textes écrits ou oraux. Les élèves disposent ainsi de différentes méthodes pour voir, étudier et assimiler le contenu. Les enseignants peuvent également utiliser des groupes flexibles et affecter les élèves à des groupes similaires qui écoutent des livres audio ou accèdent à des sources Internet spécifiques. Les élèves peuvent choisir de travailler en binôme, en groupe ou individuellement, mais tous les élèves travaillent selon les mêmes normes et objectifs.

#### La compréhension par design
Understanding by Design (UbD), développé par Grant Wiggins, est une stratégie éducative qui peut être utilisée pour informer le contenu d'une classe différenciée. Ce modèle a été affiné par Carol Ann Tomlinson et Jay McTighe, qui soutiennent que l'UbD et l'enseignement différencié (DI) forment un partenariat essentiel. Leur position est que l'apprentissage ne se produit pas au niveau individuel ou pour l'individu, mais au sein de chaque élève lorsqu'il est engagé dans l'exploration des concepts. La combinaison de l'UbD et de l'enseignement différencié devrait permettre aux éducateurs de simultanément "élaborer un programme d'études puissant dans une ère dominée par les normes et assurer la réussite scolaire de l'ensemble des apprenants".
L'UbD est décrit comme un modèle de conception à rebours qui met l'accent sur le début et la fin : la planification des cours, des unités et des leçons individuelles est entreprise en fonction du résultat souhaité : par exemple, lors de l'enseignement d'une œuvre littéraire, l'enseignant décide d'abord de l'objectif et de la manière dont les élèves seront évalués pour déterminer si cet objectif est atteint. Le cadre reconnaît également l'importance de l'évaluation et utilise des modèles d'évaluation évaluative ou sommative comme base de la notation.

### Processus d'apprentissage
Pour comprendre comment les élèves apprennent et ce qu'ils savent, l'évaluation préalable et l'évaluation continue sont essentielles. Cela permet à l'enseignant et à l'élève d'obtenir un retour d'information, l'objectif ultime étant d'améliorer l'apprentissage de l'élève. Dans le passé, l'enseignement était souvent dispensé selon une approche unique. En revanche, la différenciation est centrée sur l'élève, en mettant l'accent sur des outils d'enseignement et d'évaluation appropriés, équitables, flexibles et stimulants, qui engagent les élèves dans le programme d'études de manière significative.
Les élèves varient en fonction de leur culture, de leur statut socio-économique, de leur langue, de leur sexe, de leur motivation, de leurs capacités, de leur handicap, de leur style d'apprentissage, de leurs intérêts personnels et bien plus encore. En tenant compte des divers besoins d'apprentissage, les enseignants peuvent mettre au point un enseignement personnalisé afin que tous les enfants de la classe puissent apprendre efficacement.
Le processus d'apprentissage du matériel d'une leçon peut être différencié pour les élèves en fonction de leurs styles d'apprentissage, en tenant compte des normes de performance requises pour le niveau d'âge. Cette étape de la différenciation permet aux élèves d'apprendre en fonction de la méthode qui leur est la plus facile pour acquérir des connaissances, ou de ce qui leur pose le plus de problèmes : certains élèves préfèrent lire sur un sujet (ou ont besoin de s'exercer à la lecture), tandis que d'autres préfèrent écouter (ou ont besoin de s'exercer à l'écoute), ou acquièrent des connaissances en manipulant des objets associés au contenu.
L'information peut être présentée de multiples façons par l'enseignant, et peut être basée sur n'importe quelle méthode ou matériel disponible. De nombreux enseignants utilisent les domaines des intelligences multiples pour offrir des possibilités d'apprentissage.
Les points communs des résultats d'évaluation conduisent à des pratiques de regroupement conçues pour répondre aux besoins des élèves. La manière dont l'enseignant prévoit de dispenser l'enseignement est basée sur les résultats de l'évaluation qui montrent les besoins, les styles d'apprentissage, les intérêts et les niveaux de connaissances préalables. Les pratiques de regroupement doivent être flexibles, car les groupes changent en fonction des besoins à satisfaire. Que la différenciation de l'enseignement soit basée sur l'état de préparation, les intérêts ou les besoins des élèves, le flux dynamique des regroupements est l'un des fondements de l'enseignement différencié. Il est important, dans une classe différenciée, de permettre à certains élèves de travailler seuls, si c'est la modalité qui leur convient le mieux pour une tâche particulière.
La différenciation par le processus fait référence à la manière dont un élève comprend et assimile les faits, les concepts et les compétences. Après avoir enseigné une leçon, un enseignant peut répartir les élèves en petits groupes "d'aptitude" en fonction de leur niveau de préparation. Il pose alors à chaque groupe une série de questions, en fonction du niveau de préparation et de compétences de chacun, en rapport avec les objectifs de la leçon. Une autre façon de regrouper les élèves pourrait être de se baser sur leurs styles d'apprentissage. L'idée principale de cette méthode est que les élèves sont à des niveaux différents et apprennent de manière différente, de sorte qu'un enseignant ne peut pas leur enseigner à tous de la même manière.
Un autre modèle de différenciation, le curriculum en couches, offre à l'élève un choix de travaux, mais exige qu'il démontre son apprentissage pour réussir le travail. Cette méthode élimine la nécessité d'une pré-évaluation et est utile pour les enseignants qui ont une charge de travail importante, comme dans le secondaire.

### Le produit de l'apprentissage
Le produit est essentiellement ce que l'élève produit à la fin de la leçon pour démontrer la maîtrise du contenu : tests, évaluations, projets, rapports ou autres activités. En fonction du niveau de compétence des élèves et des normes éducatives, les enseignants peuvent demander aux élèves de réaliser des activités qui démontrent la maîtrise d'un concept éducatif (par ex. rédaction d'un rapport), ou selon une méthode préférée par l'élève (composition d'une chanson originale sur le contenu, ou construction d'un objet en trois dimensions qui explique la maîtrise des concepts de la leçon ou de l'unité). Le produit fait partie intégrante du modèle différencié, car la préparation des évaluations détermine à la fois le "quoi" et le "comment" de l'enseignement.
Lorsqu'un éducateur différencie par le produit ou la performance, il offre aux élèves différents moyens de démontrer ce qu'ils ont appris de la leçon ou de l'unité,,. Pour ce faire, il utilise des feuilles d'unité de menu, des tableaux de choix ou des listes ouvertes d'options de produits finaux. L'objectif est de permettre aux élèves de montrer ce qu'ils ont appris en fonction de leurs préférences d'apprentissage, de leurs intérêts et de leurs points forts.
Parmi les exemples de structures différenciées, on peut citer le programme en couches, l'enseignement par paliers, les menus d'extension tic-tac-toe, les modèles Curry/Samara, les activités d'écriture RAFT et d'autres conceptions similaires.
Dans le cadre de l'enseignement différencié, les enseignants tiennent compte du niveau de préparation des élèves, de leurs besoins pédagogiques, de leurs intérêts et de leurs préférences en matière d'apprentissage et leur offrent la possibilité de travailler dans des formats pédagogiques variés. Une classe qui utilise la pédagogie différenciée est une classe qui répond aux besoins de l'apprenant et qui est animée par l'enseignant, où tous les élèves ont la possibilité d'atteindre les objectifs de base du programme scolaire. Les leçons peuvent être basées sur des enquêtes, des problèmes ou des projets.
Bien que de nombreuses recherches aient démontré l'efficacité de l'enseignement différencié basé sur les produits aux niveaux primaire et secondaire, une utilisation efficace a également été démontrée dans l'enseignement supérieur dans certaines circonstances.

### L'environnement de l'apprentissage
La différenciation par l'environnement est importante car elle crée les conditions d'un apprentissage optimal. Selon Tomlinson, "l'environnement soutiendra ou dissuadera l'élève dans sa quête d'affirmation, de contribution, de pouvoir, d'objectif et de défi dans la classe". L'environnement d'apprentissage comprend la disposition physique de la classe, la façon dont l'enseignant utilise l'espace, les éléments environnementaux et les sensibilités, y compris l'éclairage, ainsi que l'atmosphère générale de la classe. L'objectif de l'enseignant est de créer un environnement positif, structuré et favorable à chaque élève. L'environnement physique doit être flexible, avec différents types de mobilier et d'agencement, des zones pour le travail individuel au calme et des zones pour le travail en groupe et la collaboration. Cela favorise différentes façons de s'engager dans un apprentissage flexible et dynamique. L'attribution flexible des places est une méthode utilisée pour différencier l'attribution des places au sein de l'environnement d'apprentissage. Dans ce modèle, les élèves choisissent le type de siège et l'emplacement dans la salle de classe qui leur permettra d'apprendre au mieux, dans le respect des directives de l'enseignant. Les enseignants doivent être sensibles et attentifs à la manière dont l'environnement de la classe favorise la capacité des élèves à interagir avec les autres individuellement, en petits groupes et avec l'ensemble de la classe. Ils doivent utiliser des techniques de gestion de la classe qui favorisent un environnement d'apprentissage sûr et positif.

## Application concrète de la pédagogie différenciée
À l'école, les professeurs pourront utiliser cette pédagogie différenciée s'ils rencontrent des élèves ayant des difficultés. Celle-ci pourra s'établir à travers l’activité proposée en classe, les différentes formes d'apprentissages, l'organisation de l'espace et du temps, les interventions, les groupes, les supports ou encore l'attitude pédagogique qu'emploie l'enseignant. Concrètement, en classe, le maître pourra varier les temps de parole accordés aux enfants, il pourra intégrer des exercices concrets, utiles, simples. Les enjeux devront apparaître face aux élèves. Avant de mettre en place cette pédagogie, l'enseignant devra effectuer une évaluation diagnostique afin d'analyser la situation de l'élève. L'enseignant pourra alors prendre conscience si l'élève a des difficultés dans certaines disciplines. Si des enfants de sa classe rencontrent des difficultés, l'enseignant pourra tout d'abord essayer de savoir si c'est sa pédagogie qui est à l'origine de ces difficultés. En effet, des enfants pourront ne pas réussir à travailler dans le cadre de la pédagogie de l'enseignant. Par exemple, le maître pourra utiliser des supports visuels ou audio, ou encore varier les temps de classes en utilisant des moments de travail en groupe. L'enseignant devra alors prévoir ces nouveaux temps de classe, en les intégrant dans son emploi du temps. Il sera nécessaire qu'il s'organise, qu'il repense ses leçons. À la suite de cette planification, il pourra mettre en place ces nouvelles méthodes au sein de la classe. Par la suite, l'enseignant devra évaluer sa pédagogie afin de voir si elle fonctionne au contact de ses élèves. Si l'impact désiré sur les apprentissages des élèves ne sera pas atteint, il sera nécessaire de repenser la mise en œuvre de la pédagogie en classe.

## Formes de différenciation

### Différenciation externe
La différenciation externe signifie l'encouragement des apprenants dans des sous-groupes (supposés) homogènes qui restent en place pendant une période prolongée.
La différenciation externe a pour objectif de dissoudre l'hétérogénéité de la population scolaire en répartissant durablement les élèves dans des groupes d'apprentissage homogènes, notamment en fonction des critères de performance prévisionnelle, d'âge, d'intérêt et de sexe. En République fédérale d'Allemagne, le système scolaire divisé peut être considéré comme un exemple efficace de différenciation externe, dans lequel les élèves sont généralement classés selon le critère de la performance et séparés géographiquement les uns des autres afin de former des communautés scolaires aux performances relativement homogènes. Il existe ici une étroite parenté avec le terme de sélection, bien que ce dernier ait une connotation beaucoup plus négative dans le langage courant, car il est davantage associé à l'arbitraire du processus de sélection (voir désavantage éducatif). Le système des années d'études est un exemple de différenciation externe en fonction de l'âge. La formation de groupes par intérêt est à la base de l'idée de cours à option. L'uniformisation des groupes d'apprentissage en fonction du sexe était courante jusque dans les années 1960 (monoéducation), mais elle n'est plus pratiquée que de manière isolée aujourd'hui.

### Différenciation interne
La différenciation interne désigne le soutien individuel d'apprenants individuels au sein du groupe d'apprentissage existant. L'objectif de la différenciation interne n'est pas de résoudre au maximum l'hétérogénéité, mais de la gérer de manière productive. La diversité des talents et des intérêts au sein d'un groupe d'apprentissage est ainsi davantage considérée comme une chance, dans le sens d'un échange mutuel fructueux. La différenciation interne intervient notamment là où l'on renonce à une séparation institutionnelle au profit d'un apprentissage commun (école globale intégrée, pédagogie intégrative).
A l'école, cela peut se faire par exemple par des travaux de projet ou une offre thématique variée. Une autre possibilité de différenciation interne est l'enseignement par semaine, qui s'est largement répandu, surtout à l'école primaire.
La différenciation interne est l'ensemble des mesures de planification et de méthodologie prises par les enseignants pour tenir compte des différences individuelles des élèves d'un groupe d'apprentissage, afin que tous puissent trouver une voie adaptée à leurs besoins pour atteindre les objectifs d'apprentissage en particulier et pour explorer leur potentiel cognitif en général. Les mesures de différenciation interne peuvent porter sur l'accès au contenu d'apprentissage (comme dans le cas des cours en atelier), sur la qualité ou la quantité des tâches d'apprentissage ou sur les médias. Il est important pour l'enseignant d'être informé de toutes les dimensions possibles de la différence afin de permettre une prise en compte efficace. Les approches écosystémiques, par exemple, sont utiles pour déterminer les dimensions extra-individuelles telles que la famille ou le groupe de pairs. Du côté intra-individuel, des considérations de psychologie de la personnalité entrent en jeu. Elles permettent de séparer les dimensions cognitives (par exemple, les compétences intellectuelles) des dimensions non cognitives. Ces dernières peuvent être :
- Intérêt
- Performance/motivation à la performance
- Niveau de développement
- Connaissances préalables, préconcepts/théories quotidiennes
- Stratégies d'apprentissage
- Convictions épistémologiques (convictions sur la manière dont les connaissances sont structurées et constituées et sur la manière dont elles sont acquises et retenues)
- Modèles d'attribution

### Différenciation convergente
La différenciation convergente consiste à amener les élèves de différents niveaux de départ vers le même objectif. La différenciation peut se faire par l'utilisation de différentes aides (par exemple, d'autres tâches, des conseils et des aides, des aides à l'apprentissage, le soutien de l'enseignant.
Le problème de la différenciation convergente réside dans le fait que les élèves performants ne sont pas suffisamment sollicités. Ceux-ci doivent être stimulés davantage, par exemple en leur confiant d'autres tâches (par exemple en aidant d'autres élèves) ou en rendant les tâches plus difficiles (par exemple en n'utilisant pas de calculatrice).

### Différenciation divergente
Dans la différenciation divergente, on part du même niveau de départ, mais les élèves atteignent à la fin des niveaux d'exigence différents selon leur niveau. Au début, tous les élèves effectuent les mêmes tâches. Selon leur rythme d'apprentissage, certains élèves atteignent plus tôt le niveau d'exercice et donc d'apprentissage suivant et progressent à la fin, les élèves plus lents travaillent plus longtemps sur un niveau ou effectuent des tâches plus faciles.
Les problèmes de la différenciation divergente :
- Peut conduire à des frustrations chez les élèves les moins performants.
- Ancre davantage la notion de performance dans l'école.
- Séparation en groupes de performance (similaire à la différenciation externe, mais au sein d'une classe).
- Inhibitition de l'apprentissage social (apprendre les uns des autres, s'entraider).

### L'individualisation
L'individualisation décrit l'exigence qu'un enseignant se fixe à lui-même et à son enseignement. Il souhaite tenir compte des conditions et des souhaits d'apprentissage individuels et organiser son enseignement en conséquence. Dans le cas extrême, chaque élève apprend quelque chose de différent. La différenciation est une possibilité ou plutôt une tentative de l'enseignant de répondre à cette exigence. En bref, la différenciation est un moyen d'atteindre (le principe de) l'individualisation.
Selon Bönsch, les critères et les possibilités de différenciation ne peuvent offrir des aides à la solution qu'au "niveau moyen", c'est-à-dire uniquement pour les groupes d'apprenants au sein de la classe. La différenciation devient une individualisation lorsque l'apprenant est "pris en charge" par ses propres possibilités, c'est-à-dire que l'apprentissage commence là où il commence à devenir nouveau pour l'élève. Dans le constructivisme, on commencerait là où l'élève est pertubé, perturbé, c'est-à-dire là où un conflit cognitif est appelé.

## Éducation parentale et pédagogie différenciée
Selon Carol Ann Tomlinson, la plupart des parents souhaitent que leurs élèves apprennent, grandissent, réussissent et se sentent acceptés à l'école. Il est important de partager ces objectifs. Une classe différenciée peut sembler différente de ce à quoi les parents s'attendent. L'enseignant peut les aider à développer une compréhension claire et positive de l'enseignement différencié et de la manière dont il profite à leurs enfants en éduquant les parents eux-mêmes à la pédagogie différenciée. Voici le contenu qui leur est transmis : 
- L'objectif de l'enseignement différencié est de s'assurer que chacun progresse dans tous les domaines de compétences et de connaissances clés, en encourageant les élèves à progresser à partir de leur point de départ et à devenir des apprenants plus indépendants.
- Dans une classe à pédagogie différenciée, l'enseignant évalue et suit de près les compétences, les niveaux de connaissances et les centres d'intérêt afin de déterminer des méthodes efficaces d'apprentissage pour tous les élèves ; le plan de cours de l'enseignant est élaboré en tenant compte de ces différentes compétences, niveaux et centres d'intérêt.
- Les leçons différenciées reflètent la meilleure compréhension qu'a l'enseignant de ce qui aidera le mieux un enfant à développer sa compréhension et ses compétences à un moment donné. Cette compréhension évolue au fur et à mesure que le cours se poursuit, que l'enfant se développe et que les parents contribuent à la compréhension des enseignants.
- Lorsque les parents viennent à l'école et parlent de leurs enfants, ils partagent leur point de vue avec l'enseignant. L'enseignant a une vision plus large de l'élève, notamment par rapport aux élèves du même âge et à la lumière des repères de développement. Le parent, quant à lui, a une vision plus approfondie des intérêts, des sentiments et des changements de l'élève.

## Histoire de la pédagogie différenciée

### Moyen Âge
Nous distinguons trois types de transmissions vers la fin du Moyen Âge en Occident. Une première transmission était empirique, dans les métiers de l’artisanat comme la pêche, l’agriculture ou l’élevage où l'on apprenait en pratiquant concrètement. Vers l'âge de 7-8 ans, l’enfant était considéré comme un jeune adulte et commençait dès lors à travailler. Le second type de transmission s'effectuait dans les petites écoles qui permettaient d’apprendre à lire, à écrire et à compter,. Les élèves étaient pris un par un au bureau afin d’apprendre une matière. C'est une procédure qui prenait du temps car un seul élève à la fois pouvait passer. Cela peut s'expliquer par la différence de niveau dans les classes, et donc par l'impossibilité de proposer des cours correspondant à chaque enfant. Enfin le troisième type de transmission était celui des universités existant depuis le XIIe siècle. Le nombre d’années d’apprentissage n'était pas défini, et il y avait un mélange entre les différents niveaux. Il y avait une différence d’âge importante dans les classes car l'apprentissage était centrée sur la matière et non sur l'élève.

### Époque moderne
À la fin du XVe siècle, lors de l'époque moderne, aux Pays-Bas et à la suite de la Réforme, les élèves se séparent en plusieurs groupes, et des cours leur sont enseignés selon les niveaux. À cette époque, on pense que chaque groupe est homogène, et qu’aucune différence ne sera présente au sein des groupes. Trois caractéristiques apparaissent face à cet enseignement : le même enseignement peut être délivré en même temps. Celui-ci permet de faire des économies de moyens, et moins de différenciations seront effectuées dans le groupe. Ensuite les connaissances sont réparties selon les années, le cheminement est uniforme. L'institution de la progressivité de l’apprentissage apparaîtra alors. Enfin, chaque niveau doit être évalué pour savoir si l’enfant peut passer au suivant. C’est pour cela que des examens sont réalisés tous les ans sous forme de compositions et d'interrogatoires. Cette manière d’apprendre se répand rapidement dans le reste du monde.
Au XVIIe siècle, certaines écoles particulières commencent à mettre en place des classes successives. L’école gratuite apparaît, afin de permettre à l'ensemble des élèves d'y avoir accès, y compris ceux des familles défavorisées. L’école veut donc soustraire ces enfants de l’influence « néfaste » de leurs parents. Pour cela, l’approche par objectifs est mise en place. Les pratiques scolaires impliquent une planification où nulle démarche différente n’est tolérée de la part des enfants.
La classe traditionnelle telle que nous la connaissons aujourd’hui est née au XIXe siècle. Celle-ci a été un facteur de réduction de l’hétérogénéité. À la fin de ce siècle a débuté la répartition des élèves selon des critères précis, notamment l’âge. Le modèle magistral repose sur l’imitation et la conception descendante de l’apprentissage. Le professeur transmet ses savoirs aux élèves, qui devront apprendre ces connaissances.

### XXesiècle
Une des premières expériences de pédagogie différenciée est celle du Plan Dalton élaborée vers 1910 par Helen Parkhurst qui s'appuie sur les apports de Montessori. Celle-ci, devant enseigner à une classe de quarante enfants dont les âges variaient de 8 à 12 ans, mit en place (à partir de tests) un système de fiches personnalisées permettant pour chacun un plan de travail individuel.
La méthode de Winnetka perfectionne en 1913 ce système en créant des fiches autocorrectives, et en accordant plus d'importance au travail en groupe.
Ces méthodes arriveront en Europe via les publications du mouvement d'éducation nouvelle. Robert Dottrens s'en inspire lors de la création de l'école du Mail à Genève.
À la même époque, Célestin Freinet systématise l'emploi de ces outils d'individualisation, et met au point les fichiers Freinet utilisés encore aujourd'hui dans les classes de l'ICEM. Il a utilisé notamment le journal de l'école comme outil pédagogique. Il fera une critique du "Plan Dalton" puisqu'il le qualifiera de "plan tayloriste". Il conservera cependant les concepts de contrat, de différences entre les rythmes et de supervision ajustable selon les individus.
La notion de « pédagogie différenciée » est conceptualisée par Louis Legrand, responsable des recherches pédagogiques à l’INRDP (Institut National de Recherche et de Documentation Pédagogique), devenu depuis 2010 l'Institut français de l'éducation (IFE). L’expression « pédagogie différenciée » apparait en 1970. Il existe différentes expressions synonymes de la pédagogie différenciée, utilisées par les auteurs français : différenciation pédagogique, différenciation de l'enseignement, enseignement différencié ou encore différenciation des apprentissages. La pédagogie différenciée peut se traduire en anglais par "mastery learning (en)" signifiant "apprentissage par la maîtrise". Louis Legrand est l'auteur qui officialise l'expression "pédagogie différenciée" et veut le mettre en place dans les établissements scolaires. Il la définit comme « un effort de diversification méthodologique susceptible de répondre à la diversité des élèves. »
En 1989, la loi d'orientation sur l'éducation disait : « pour assurer l'égalité et la réussite des élèves, l'enseignement est adapté à leur diversité […] ». Alors des cycles sont mis en place : « l’importance d’adapter l’organisation de ces cycles à la diversité des élèves ». En 1991, la lettre de L. Jospin remarquait que : « La mise en œuvre de la nouvelle politique pour l’école repose sur une nécessaire pédagogie différenciée».

## Critiques
Les critiques de l'éducation sur les théories des différents styles d'apprentissage ont utilisé ce moyen pour critiquer également l'enseignement différencié. L'une des sources est Mike Schmoker, de l'hebdomadaire Education Week, qui affirme qu'après un long échange de courriels avec une architecte de l'ID, celle-ci a admis qu'"il n'y a pas de recherche solide ou de preuve scolaire" à l'appui de l'ID",. Dans Educational Research, John Geake affirme que "les preuves montrent systématiquement que la modification d'une approche pédagogique pour tenir compte des différences dans les styles d'apprentissage n'entraîne aucune amélioration des résultats d'apprentissage" et que la mise en œuvre des styles d'apprentissage, en citant spécifiquement le VAK, "ne reflète pas la manière dont notre cerveau apprend réellement, ni les différences individuelles que nous observons dans les salles de classe".
Dans Psychological Science for the Public Interest, Pashler et al. notent que "la littérature ne fournit pas de soutien adéquat pour l'application des évaluations des styles d'apprentissage dans les environnements scolaires. En outre, plusieurs études qui ont utilisé des modèles de recherche appropriés ont trouvé des preuves qui contredisent l'hypothèse des styles d'apprentissage... Nous pensons que l'utilisation généralisée des mesures des styles d'apprentissage dans les environnements éducatifs n'est pas judicieuse et constitue un gaspillage de ressources limitées".